# Monte Rio
Monte Rio és una concentració de població designada pel cens dels Estats Units a l'estat de Califòrnia. Segons el cens del 2000 tenia 1.104 habitants.

## Demografia
Segons el cens del 2000, Monte Rio tenia 1.104 habitants, 549 habitatges, i 233 famílies. La densitat de població era de 290 habitants/km².
Dels 549 habitatges en un 19,9% hi vivien nens de menys de 18 anys, en un 24% hi vivien parelles casades, en un 12,6% dones solteres, i en un 57,4% no eren unitats familiars. En el 41% dels habitatges hi vivien persones soles el 7,7% de les quals corresponia a persones de 65 anys o més que vivien soles. El nombre mitjà de persones vivint en cada habitatge era de 2,01 i el nombre mitjà de persones que vivien en cada família era de 2,75.
Per edats la població es repartia de la següent manera: un 18,3% tenia menys de 18 anys, un 5,2% entre 18 i 24, un 30,3% entre 25 i 44, un 35,1% de 45 a 60 i un 11,2% 65 anys o més.
L'edat mediana era de 44 anys. Per cada 100 dones de 18 o més anys hi havia 113,7 homes.
La renda mediana per habitatge era de 38.299 $ i la renda mediana per família de 46.336 $. Els homes tenien una renda mediana de 29.135 $ mentre que les dones 28.750 $. La renda per capita de la població era de 20.262 $. Entorn del 12,1% de les famílies i el 16% de la població estaven per davall del llindar de pobresa.

## Poblacions més properes
El següent diagrama mostra les poblacions més properes.